# 兰柏宫

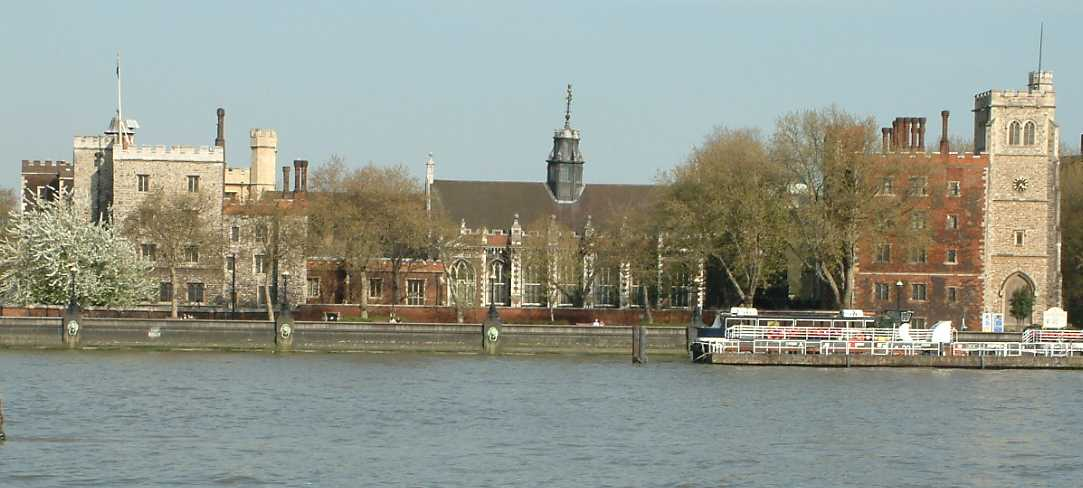
从泰晤士河西岸拍摄的兰柏宫

兰柏宫（英語：Lambeth Palace），或譯蘭貝斯宮，是坎特伯里大主教在伦敦的官方住所。它位于伦敦兰柏区（London Borough of Lambeth），在泰晤士河南岸，隔河离威斯敏斯特宫一小段距离的地方。它在1200年左右被坎特伯里大主教获得。兰柏宫路在它的西边，兰贝斯路（兰柏路）在它的南边，蘭貝斯橋在它的西南边。

## 历史

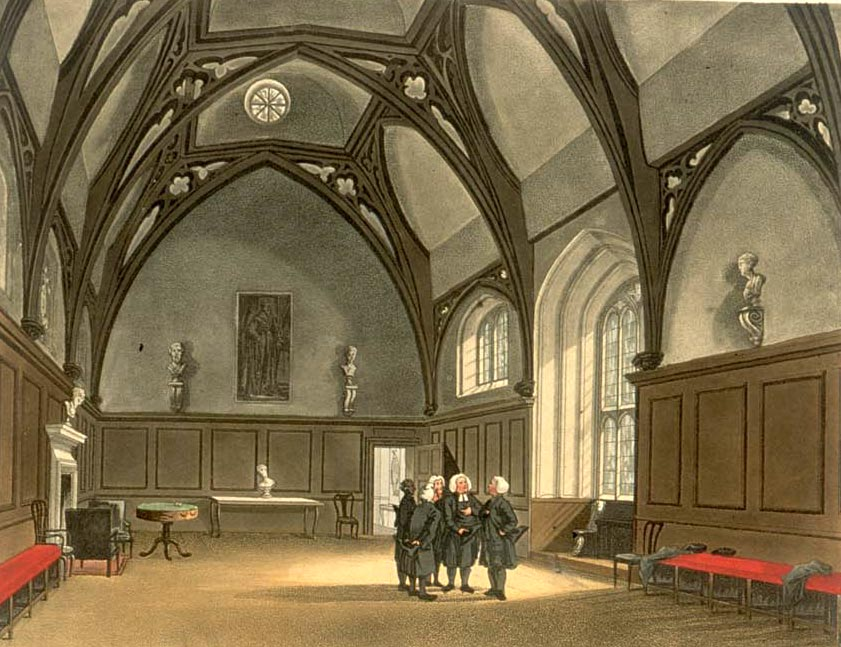
门厅

历史上泰晤士河的南岸并不是伦敦的一部分，它发展得很慢，因为这片土地低洼泥泞：他被叫做兰贝斯沼泽地。黑衣修士在它的下游。“lambeth”这个词中包含了“hithe”的词根，它的意思是从河中上陆。大主教们通过水路来去，因异端而在这里被审讯的约翰·威克里夫也是这样来到这里。1381年的瓦特·泰勒农民起义中这里被袭击了，当时的大主教西蒙·萨德伯里被起义军逮捕，稍后被处决。
宫殿中保存下来的最古老的部分是早期英格兰小圣堂。可以追溯至1440年的罗拉德塔（Lollard’s Tower），是17世纪这座建筑作为监狱使用的证据。约翰·莫顿在1495年建筑了一个都铎式的砖块大门。雷吉纳尔德·博勒在1558年死后在这里放置了40天。庭院里存有的榕属植物被认为是1525年波尔主教种植的叫做白色马赛（White Marseille）的一种植物。
大厅在英国内战中被奥利弗·克伦威尔的部队洗劫，1663年被大主教威廉·贾克森以晚期哥德式的懸臂樑风格重建，类似的建筑在之前的百年内没有出现过。在那个时期，悬臂梁的使用唤起了人们对于高派教会古老信仰的回忆（当时的国王的兄弟是公开的天主教徒），视觉上告诉人们这段空白时间结束了。同当时出现的很多大学建筑中哥德式的设计一样，历史学家们争议这应该当做“哥德延续（Gothic survival）”还是早期的“哥德复兴”。日记作家塞缪尔·佩皮斯称这是“一个新的老式风格的大厅”。

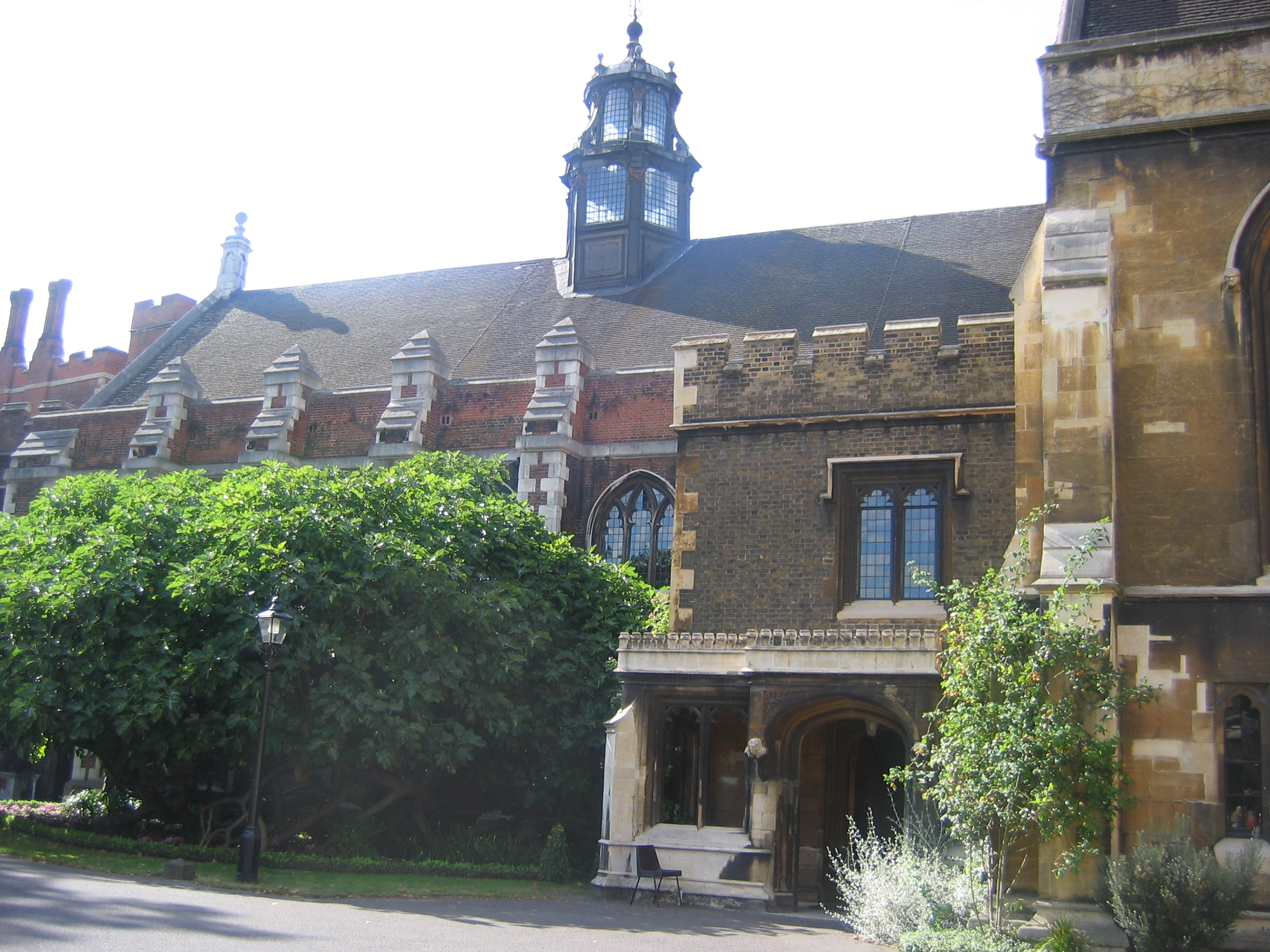
大厅以及前方的榕属植物

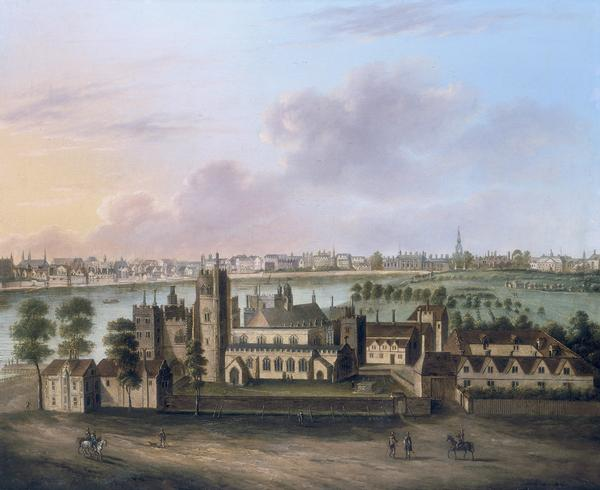
约1685年从南方望去的兰柏宫

房间中大主教的肖像是安东尼·范·戴克、威廉·贺加斯和小汉斯·霍尔拜因等艺术家的作品。
建筑上新加的结构是稍后建筑白金汉宫的爱德华·布洛尔建造的，这里的建筑不是哥德式的，是为了讨好沃尔特·司各特。它的正前方是一个广大的四方形建筑，现在大主教住在这里。

## 兰柏宫图书馆

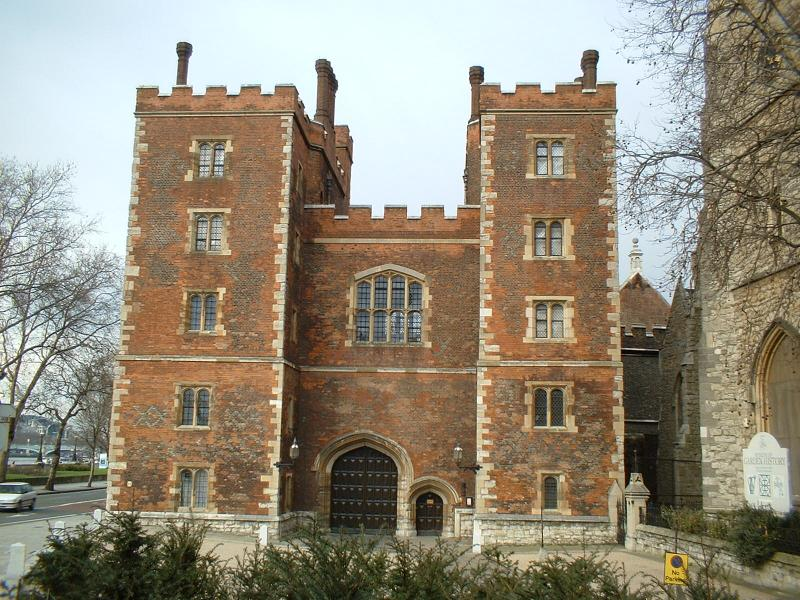
兰柏宫面对兰柏路的入口

1610年理查德·班克罗夫特建立的兰柏宫图书馆就在这个宫殿中，它是坎特伯里大主教的官方图书馆，也是英国圣公会历史资料的主要存储地点。这包含了大量与教会历史有关的资料，还包含了与普世圣公宗传教活动和慈善团体有关的资料。包含原始手稿的有关材料，有些可以追溯到9世纪。这还包含了有关英联邦自治领和英国殖民地艺术、历史、文化和英语社会、经济、政治的有关问题的资料。这个图书馆也有地方史和系谱学的有关资料。

## 兰柏的圣玛丽
临近的兰柏的圣玛丽教区教堂在1850年建起，但因为古迹保护，它有一个古风的外观。其中有一些大主教的坟墓，比如爱德华·布洛尔、园丁老约翰·特拉德斯坎特、他的儿子小约翰·特拉德斯坎特、威廉·布莱（William Bligh）。1972年兰柏的圣玛丽没有再作为宗教建筑使用，之后在那里由特拉德斯坎特协会开设了花園博物館（Garden Museum）。